# Co-operative Commonwealth Federation
Die Co-operative Commonwealth Federation (frz. Fédération du commonwealth coopératif, später Parti social démocratique du Canada), abgekürzt CCF, war eine sozialistische politische Partei in Kanada. Sie entstand 1932 als Reaktion auf die Folgen der Weltwirtschaftskrise aus dem Zusammengehen verschiedener Organisationen der Arbeiterbewegung. Die CCF war sowohl auf Bundesebene als auch in verschiedenen Provinzen aktiv. 1944 stellte sie in der Provinz Saskatchewan die erste sozialistische Regierung Nordamerikas. 1961 schloss sie sich mit dem Canadian Labour Congress zusammen und ging in der Neuen Demokratischen Partei auf. Der vollständige, aber selten verwendete Name der Partei lautete Co-operative Commonwealth Federation (Farmer-Labour-Socialist).

## Geschichte
Die CCF strebte danach, durch wirtschaftliche Reformen und staatliche Interventionen die schwerwiegenden sozialen Folgen der Weltwirtschaftskrise zu lindern. Die Entscheidung zur Gründung einer Partei fiel 1930 bei einer Sitzung im Büro von William Irvine, einem Unterhausabgeordneten der Bauernpartei United Farmers of Alberta. Anwesend waren auch Vertreter verschiedener Genossenschaften, Arbeiterorganisationen, der akademischen „Liga für sozialen Wiederaufbau“ und Abgeordnete, die der informellen „Ginger Group“ angehörten (hauptsächlich aus dem linken Flügel der Progressiven Partei bestehend).
Bei der Gründungsversammlung 1932 in Calgary wurde der charismatische und redegewandte Unterhausabgeordnete James Shaver Woodsworth zum ersten Vorsitzenden der CCF gewählt. Beim Parteitag 1933 in Regina verabschiedeten die Delegierten das „Regina-Manifest“ als Parteiprogramm. Forderungen der CCF waren die Verstaatlichung wichtiger Industriezweige, eine allgemeine Rentenversicherung, ein kostenloses Gesundheitswesen, eine Arbeitslosenversicherung und eine Berufsunfallversicherung. Fernziel war die Überwindung des Kapitalismus.
Bei der Unterhauswahl 1935 zogen sieben CCF-Abgeordnete ins Unterhaus ein, fünf Jahre später waren es acht. Insbesondere in Westkanada war die CCF erfolgreich, während sie in Québec und in den Atlantischen Provinzen stets eine Splitterpartei blieb. Der Ausbruch des Zweiten Weltkriegs verursachte Spannung innerhalb der Partei. Woodsworth war ein kompromissloser Pazifist, was viele Befürworter einer Kriegsbeteiligung Kanadas verärgerte. Nach Woodsworths Tod im Jahr 1942 folgte Major James Coldwell als neuer Vorsitzender und die CCF unterstützte den Krieg.
1944 gewann die CCF in ihrer Hochburg Saskatchewan die Provinzwahl; Tommy Douglas bildete die erste sozialistische Regierung Nordamerikas und setzte zahlreiche Reformen durch, die im Laufe der Zeit auch von anderen Provinzen und von Lester Pearsons liberaler Bundesregierung übernommen wurden. Bei der Unterhauswahl 1945 erzielte die CCF mit 15,55 % der Stimmen und 28 Sitzen ihr bestes Ergebnis. Während des Kalten Krieges wurde der CCF vorgeworfen, den Kommunismus zu unterstützen. Als Reaktion darauf ersetzte sie 1956 das Regina-Manifest durch ein moderateres Parteiprogramm, die Winnipeg-Deklaration.
Nach der schweren Niederlage bei der Unterhauswahl 1958, als die Partei von 25 auf acht Sitze zurückfiel, beschlossen die CCF und der Canadian Labour Congress, ihre Kräfte zu bündeln und eine neue Partei zu gründen, die mehr Wählern sozialdemokratisches Gedankengut näherbringen sollte. 1961 wurde die CCF aufgelöst und es entstand die Neue Demokratische Partei.

## Wahlergebnisse
Ergebnisse bei den Wahlen zum Unterhaus:
| Wahl | Sitze total | Kandi- daten | Gew. Sitze | Stimmen | Anteil  |
| ---- | ----------- | ------------ | ---------- | ------- | ------- |
| 1935 | 245         | 121          | 7          | 386.253 | 8,78 %  |
| 1940 | 245         | 93           | 8          | 388.058 | 8,42 %  |
| 1945 | 245         | 205          | 28         | 815.720 | 15,55 % |
| 1949 | 262         | 180          | 13         | 784.770 | 13,42 % |
| 1953 | 265         | 170          | 23         | 636.310 | 11,28 % |
| 1957 | 265         | 162          | 25         | 707.828 | 10,71 % |
| 1958 | 265         | 169          | 8          | 692.668 | 9,51 %  |

## Parteivorsitzende
- James Shaver Woodsworth (1. August 1932 – 21. März 1942)
- Major James Coldwell (22. März 1942 – 10. August 1960)
- Hazen Argue (11. August 1960 – 2. August 1961)